# Sociedad Deportiva Almazán
La Sociedad Deportiva Almazán è una società calcistica con sede ad Almazán, in Castiglia e León, Spagna. 
Gioca nella Tercera Federación, il massimo livello dilettantistico del campionato spagnolo. Fondato nel 1967, gioca le partite interne nel campo La Arboleda, che può contenere fino a 2 000 spettatori.